# Koh Ses
Koh Ses (también escrito Kaoh Seh, Kaoh Ses, o Koh Sess) es el nombre de una isla en el Golfo de Tailandia en el sureste del país asiático de Camboya, su nombre Koh Ses quiere decir en la lengua local "Isla del Caballo". Administrativamente hace parte de la Provincia de Kompot.